# Aeroportul Saint-Brieuc – Armor
Aeroportul Saint-Brieuc – Armor (IATA: SBK, ICAO: LFRT) este un aeroport din Trémuson, Côtes-d'Armor, Bretania, Zona de apărare și securitate Vest⁠(d), Franța metropolitană, Franța ce deservește zona Saint-Brieuc. Aeroportul a fost tranzitat în 2022 de 6.237 de pasageri. A fost deschis în 30 noiembrie 1985 și numit după zona deservită.
Situat la o altitudine de 138 m, aeroportul dispune de o singură pistă.